# Ophiotholia odissea
Ophiotholia odissea är en ormstjärneart. Ophiotholia odissea ingår i släktet Ophiotholia och familjen knotterormstjärnor. Inga underarter finns listade i Catalogue of Life.